# Wayanad
Wayanad is een district van de Indiase staat Kerala. Het district telt 786.627 inwoners (2001) en heeft een oppervlakte van 2131 km². De hoofdstad is Kalpetta. Het heeft een cultureel sterk gemengde bevolking. Het is onderdeel van de Dekan Hoogvlakte en de West-Ghats.

## Geschiedenis
De eerste wegen naar Wayanad (zie website van het district) zijn aangelegd in de koloniale tijd, vanaf Kozhikode, Thalassery, Gudalur, Mysore en Ooty, nu Udhagamandalam. Het gebied werd onderdeel van de plantages in India. In 1956 werd Wayanad onderdeel van de nieuwe staat Kerala. Als district is het gevormd in 1980.

## Klimaat en landbouw
Het jaar in Wayanad kent vier seizoenen, het koude van december tot februari, het warme van maart tot mei, de zuidwestmoesson van juni tot september en de noordoostmoesson in oktober en november. Op hoogte in de bergen kan het kouder zijn. Het district kent plantages met koffie, thee, kardemom, kokosnoot en rubberbomen. Dit is een belangrijke bron van inkomsten. Verder wordt er cassave, gember en rijst geteeld in de lagere gebieden. Fruit en groente voor eigen gebruik worden geteeld op kleinere stukken. De Landbouw Universiteit van Kerala heeft een regionaal landbouwkundig onderzoekscentrum in Ambalavayal.
In de landbouwgebieden heeft het vellen van het bos de meeste dieren zeldzaam gemaakt. Er zijn nog af en toe Indische kroonapen, lori's en moeraskatten te zien. Olifanten en andere dieren bezoeken vanuit de omliggende natuurparken, ook die van de aangrenzende staten Karnataka en Tamil Nadu.

## Forest Rights Act
De Forest Rights Act (Scheduled Tribes and Other Traditional Forest Dwellers (Recognition of Forest Rights) Act, 2006) erkent de rechten van de bewoners van bosgebieden, zowel de individuele rechten  op bebouwde grond als gemeenschapsrechten op algemene middelen. Tot nog toe zijn er in Wayanad ruim honderd claims erkend.

## Toerisme

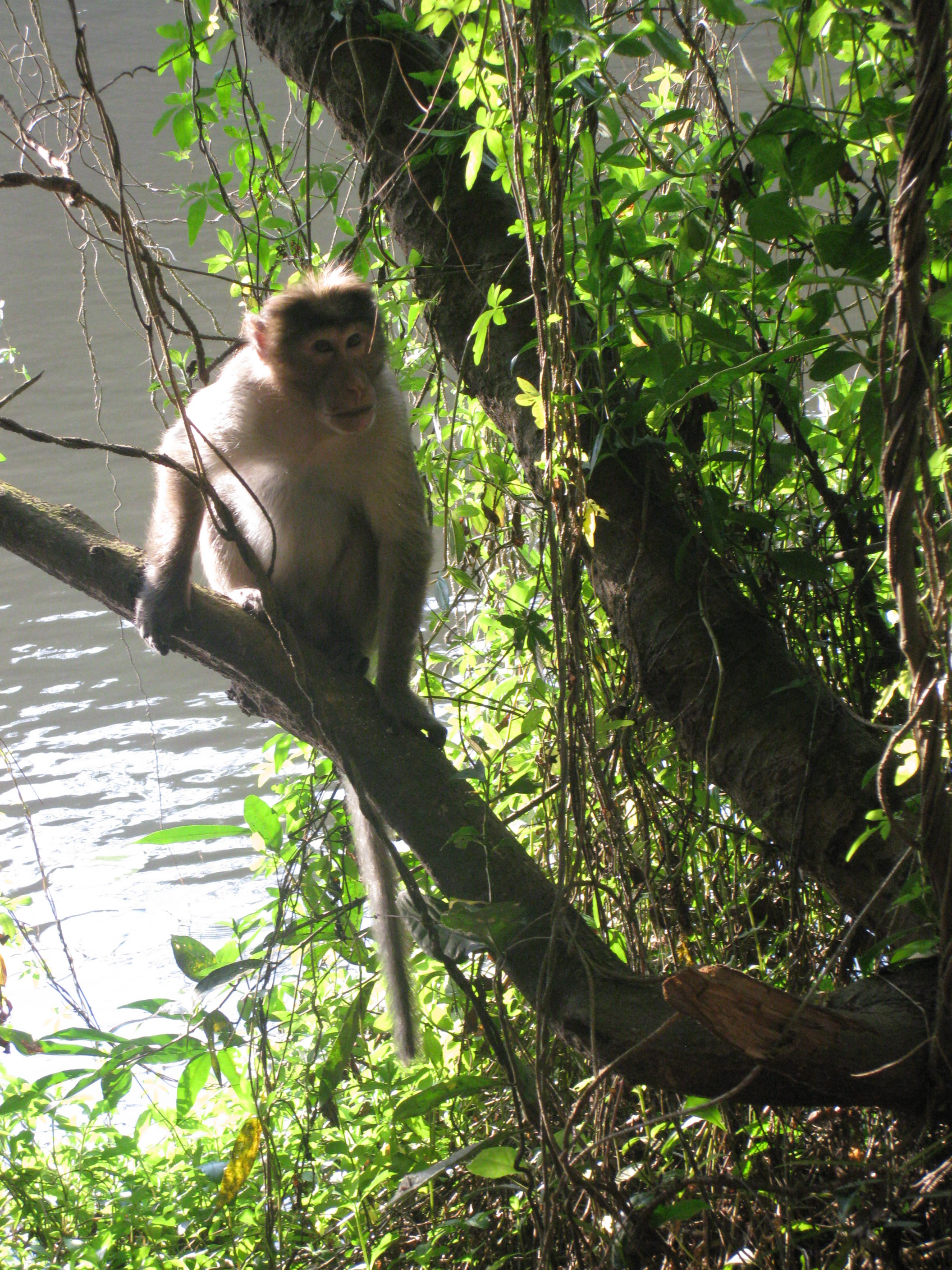
Fauna bij Pookode Lake, Wayanad

De grootste rivier in Wayanad is de Kabani, met zijrivieren. De toeristische attracties in Wayanad zijn de natuur en de bergen, zoals de bergen Chembra Peak (2050 m) en Neelimala, Pookode Lake en de watervallen van Meenmutty en Chethalayam. Het Wayanad (Muthanga) Wild Life Sanctuary meet 345 km² en is onderdeel van het Nilgiri Biosphere Reserve. Het hoort bij het leefgebied van de Indische olifanten, de Bengaalse tijger. Verder zijn er onder andere de Thirunelli Temple, Valliyoorkavu Temple en de ruïnes van de Sulthan Bathery Jain Temple uit de 13de eeuw.